# 데라이촌
데라이촌(寺井村)은 이시카와현 노미군에 있던 촌이다. 현재의 노미시 데라이정에 해당한다.

## 역사
- 1889년 4월 1일 - 정촌제 시행에 의해 데라이촌의 구역을 가지고 데라이촌이 성립하였다.
- 1907년 8월 5일 - 유노촌, 나가노촌이 합병해  데라이노촌이 성립하였다.

## 교통

### 철도
훗날 호쿠리쿠 철도 노미선 혼테라이역, 자동차연락역(1946년 이후 폐역)이 위치했지만 당시엔 미개업

## 참고문헌
- 角川日本地名大辞典 17 石川県